# Primera divisió espanyola de futbol 1930-1931
La Primera divisió espanyola de futbol 1930-1931 fou la tercera edició de la Primera divisió espanyola de futbol. Va començar el dia 7 de desembre de 1930, i va acabar el 5 d'abril de 1931. Hi competiren un total de 10 equips, essent el Athletic Club el campió regnant.
L'Athletic Club de Bilbao va revalidar el títol de lliga, al campionat de primera divisió més igualat a tota la història de la competició. Tant l'Athletic, com el Racing de Santander i la Reial Societat van empatar a 22 punts, essent l'equip de Bilbao el guanyador per tenir el millor goal average general. Aquesta temporada serà també recordada pel partit amb més gols d'un mateix equip: l'Athletic 12 - FC Barcelona 1.

## Equips participants
| Club             | Localitat       | Estadi       |
| ---------------- | --------------- | ------------ |
| Alavés           | Vitoria-Gasteiz | Mendizorroza |
| Arenas           | Getxo           | Ibaiondo     |
| Athletic Bilbao  | Bilbao          | San Mamés    |
| Barcelona        | Barcelona       | Les Corts    |
| Espanyol         | Barcelona       | Sarrià       |
| Europa           | Barcelona       | El Guinardó  |
| Racing Santander | Santander       | El Sardinero |
| Reial Madrid     | Madrid          | Chamartín    |
| Reial Societat   | Sant Sebastià   | Atocha       |
| Real Unión       | Irun            | Gal          |

## Classificació general
| Pos | Equip               | PJ | PG | PE | PP | GF | GC | DG  | Pts | Descens                  |
| --- | ------------------- | -- | -- | -- | -- | -- | -- | --- | --- | ------------------------ |
| 1   | Athletic Bilbao (C) | 18 | 11 | 0  | 7  | 73 | 33 | +40 | 22  | Campió                   |
| 2   | Racing Santander    | 18 | 10 | 2  | 6  | 49 | 37 | +12 | 22  |                          |
| 3   | Reial Societat      | 18 | 10 | 2  | 6  | 42 | 39 | +3  | 22  |                          |
| 4   | Barcelona           | 18 | 7  | 7  | 4  | 40 | 43 | −3  | 21  |                          |
| 5   | Arenas              | 18 | 8  | 2  | 8  | 35 | 38 | −3  | 18  |                          |
| 6   | Real Madrid         | 18 | 7  | 4  | 7  | 24 | 32 | −8  | 18  |                          |
| 7   | Real Unión          | 18 | 6  | 4  | 8  | 41 | 45 | −4  | 16  |                          |
| 8   | Alavés              | 18 | 5  | 4  | 9  | 25 | 39 | −14 | 14  |                          |
| 9   | Espanyol            | 18 | 6  | 2  | 10 | 32 | 45 | −13 | 14  |                          |
| 10  | Europa (R)          | 18 | 6  | 1  | 11 | 23 | 38 | −15 | 13  | Descens a Segona Divisió |

## Resultats
| Casa \ Fora      | ALA | ARE | ATH | BAR  | ESP | EUR | RAC | RMA | RSO | RUN |
| ---------------- | --- | --- | --- | ---- | --- | --- | --- | --- | --- | --- |
| Alavés           | —   | 3–2 | 1–4 | 1–1  | 4–1 | 2–0 | 2–5 | 2–0 | 1–2 | 3–1 |
| Arenas           | 1–1 | —   | 3–2 | 5–0  | 1–0 | 1–0 | 4–2 | 4–1 | 1–3 | 1–2 |
| Athletic Bilbao  | 7–1 | 5–2 | —   | 12–1 | 5–1 | 4–1 | 7–1 | 2–4 | 6–1 | 1–2 |
| Barcelona        | 1–1 | 2–0 | 6–3 | —    | 6–2 | 0–2 | 1–1 | 3–1 | 5–1 | 5–3 |
| Espanyol         | 2–0 | 5–0 | 0–4 | 4–4  | —   | 4–0 | 4–1 | 1–1 | 1–0 | 4–2 |
| Europa           | 1–0 | 1–4 | 2–1 | 2–2  | 3–1 | —   | 1–2 | 0–3 | 2–1 | 2–1 |
| Racing Santander | 4–0 | 4–1 | 4–1 | 0–1  | 4–0 | 2–1 | —   | 3–0 | 2–5 | 4–1 |
| Reial Madrid     | 1–0 | 1–2 | 0–6 | 0–0  | 2–0 | 3–1 | 0–0 | —   | 2–0 | 3–0 |
| Reial Societat   | 2–2 | 4–1 | 1–0 | 4–1  | 2–1 | 3–1 | 4–7 | 2–1 | —   | 3–3 |
| Real Unión       | 4–1 | 2–2 | 2–3 | 1–1  | 6–1 | 4–3 | 4–3 | 1–1 | 2–4 | —   |

### Resultats finals
- Campió de Lliga: Athletic Club
- Descendeix: Europa
- Ascendeix: València

## Màxims golejadors
Font:
| Posició | Jugador             | Equip               | Gols |
| ------- | ------------------- | ------------------- | ---- |
| 1       | Bata                | Athletic Bilbao     | 27   |
| 2       | Guillermo Gorostiza | Athletic Bilbao     | 17   |
| 3       | Ángel Arocha        | FC Barcelona        | 16   |
| 4       | Santiago Urtizberea | Real Unión de Irún  | 15   |
| 5       | Cholín              | Reial Societat      | 13   |
| 5       | Telete              | Racing de Santander | 13   |
| 7       | José Iraragorri     | Athletic Bilbao     | 11   |
| 7       | Luis Regueiro       | Real Unión de Irún  | 11   |
| 7       | Edelmiro Lorenzo    | RCD Espanyol        | 11   |
| 10      | Manuel Olivares     | Deportivo Alavés    | 10   |
| 10      | Paco Bienzobas      | Reial Societat      | 10   |

## Porter menys golejat
| Posició | Jugador             | Equip                | Gols                  |
| ------- | ------------------- | -------------------- | --------------------- |
| 1       | Tomás Zarraonaindia | Arenas Club de Getxo | 27 gols en 14 partits |